# بهار بارس
بهار بارس (مواليد 28 مارس 1979) هي ممثلة ومخرجة إيرانية، سويدية. أشتهرت لدورها في فيلم رجل اسمه أوف.

## وصلات خارجية
- بهار بارس على موقع IMDb (الإنجليزية)
- بهار بارس على موقع ألو سيني (الفرنسية)
- بهار بارس على موقع أول موفي (الإنجليزية)
- بهار بارس على موقع قاعدة بيانات الأفلام السويدية (السويدية)
- بهار بارس على موقع قاعدة بيانات الفيلم (الإنجليزية)
- بهار بارس على موقع كينوبويسك (الروسية)